# Белият път
„Белият път“ е български телевизионен игрален филм (драма) от 1978 година, по сценарий на Иван Остриков и режисура на Николай Попов. Оператор е Георги Карайорданов. Музиката е на композитора Георги Генков, а художник е Недю Недев. 

## Актьорски състав
| В главните роли                                | Изпълнител        |
| ---------------------------------------------- | ----------------- |
| Марин Григоров, партийния секретар             | Кольо Дончев      |
| Надя, жената на Марин / Мая, дъщерята на Марин | Добринка Станкова |
| бащата на Надя                                 | Найчо Петров      |
| малката Мая                                    | Евгения Генова    |
| старшина Лазаров                               | Никола Тодев      |
| д-р Стаменов                                   | Михаил Михайлов   |
|                                                | Надя Тодорова     |
|                                                | Кирил Варийски    |
|                                                | Борислав Иванов   |
|                                                | Петър Петров      |
|                                                | Иван Касабов      |